# معجباني
معجباني ألبوم غنائي للفنان المصري فارس صدر في عام 1992. 

## قائمة الأغاني
| الأغنية     | كلمات       | ألحان        |
| ----------- | ----------- | ------------ |
| ياشوق       | عادل عمر    | حميد الشاعري |
| خليت        | عادل عمر    | حميد الشاعري |
| أهو كدة     | عادل عمر    | حميد الشاعري |
| لما تشوفوه  | سامح العجمي | مصطفى قمر    |
| يا حبيبي    | احمد شتا    | حمدي صديق    |
| أما أنت حلو | عادل عمر    | حميد الشاعري |
| معجباني     | عادل عمر    | حكيم         |
| قالت        | عادل عمر    | حميد الشاعري |